# Bitva u Farsálu
V bitvě u Farsálu spolu naposledy bojoval Pompeius proti Caesarovi. Ačkoli bylo Pompeiovo vojsko dvakrát větší, Caesar ho porazil a opět se potvrdil jako vynikající velitel.

## Předehra

### Předešlé boje
Po Caesarově přechodu Rubikonu (Alea iacta est) se Pompeius se svými příznivci přesunul z Itálie do Řecka. Tam vybudovali novou mocnou armádu a chystali se Caesara porazit. Caesar mezitím obsadil Řím a obnovil úřady. Nejprve se přesunul do Hispánie, kde se nacházelo 7 Pompeiových legií. Po krvavé kampani si zajistil týl a chtěl Pompeia zničit. Většina z Pompeiových vojáků přeběhla k Caesarovi a tak posílili jeho řady.

### Boje na Balkáně
Po upevnění své moci se Caesar s vojskem vrhl na Balkán. Pompeius z bohatých východních provincií sehnal 11 legií a 7 000 jezdců. Ačkoli bylo mužů poměrně hodně, byli nezkušení a mnoho jich ani nevidělo bitevní vřavu. Tímto tedy Pompeius za Caesarovými mnoha boji zocelenými legionáři zaostával. Měl ale obrovskou výhodu loďstva, které zajistilo kvalitní zásobování a chránilo Balkán před Caesarovou invazí. Caesar disponoval 12 legiemi a 10 000 výborných galských jezdců. Měl se s nimi vylodit v přístavu Dyrrhachium (nejspíš dnešní Durrës).
Jednoho dne se rozpoutala taková bouře, která znemožnila hlídkování pobřeží. Toho Caesar využil a vylodil se s 6 legiemi a několika sty jezdci. Pompeius měl v Dyrrhachiu velkou armádu a po ztišení bouře odřízl pomocí lodí Caesara i s oním předvojem. Pompeius ale nevyužil své početní převahy a nezaútočil. Místo toho chtěl nechat Caesarovce vyhladovět. Po několika dnech potřeba posil a potravin narůstala. Caesar se nejprve pokoušel přeplavit se zpět do Itálie sám, bouře mu ale odjezd nedovolila. Odjezd se nakonec povedl Caesarovu příteli Marcu Antoniovi (později člen druhého triumvirátu). Pompeiovci si ale Caesarových lodí všimli a začali je pronásledovat. Ačkoli Pompeiovci potopili dvě lodě, Marcus se dostal do Itálie. Caesar tak po čase dostal zásoby a posily. Byl připraven svést bitvu.
V následujících dnech se odehrály pouze menší šarvátky, ve kterých vítězil Caesar. Když ale došlo ke krvavějšímu střetu, Caesarovi legionáři nevydrželi Pompeiův nápor a několik jednotek uteklo z boje. Caesar mohl být na hlavu poražen, ale Pompeius se nevydal do jeho tábora. Caesar se radši rozhodl odejít od moře, kde měl Pompeius převahu, a vydal se do Thesálie. Pompeius už ale stihl rozeslat posly s dopisy do obcí v Thesálii a také do těch okolních. Svými vojáky se nechává nazývat imperátorem a v dopise sepíše veškeré události okolo bitvy a bitvu samotnou. Ovšem vše, co do dopisu napíše si pochopitelně sám upraví tak, jak se mu to líbí. O vítězství hovoří jako o tom nejdůležitějším pro lid římský. Caesara popisuje jako zbabělce, který nyní se zbytkem svého zlomeného vojska prchá do Thesálie. Opovrhuje jím, podceňuje jeho vůdčí schopnosti a vysmívá se mu. Celé Řecko v tuto chvíli žije v domnění, že Caesar utíká před spravedlností a právem a nemíní s Pompeiem vyjednávat. Caesar si všímá nálady v Thesálii a okamžitě jedná. Dorazí do města Gomfoi, to se mu daří získat na svou stranu, dále Metropolity a za krátký čas se mu k nohám skloní celá Thesálie, kromě města Larisa, to je pod správou Scipia, pravé ruky Pompeia. Pompeius po pár dnech dorazí a zjišťuje, že stavba tábora nebude tak snadná, jak předpokládal. Nakonec obsadí malý pahorek, spojí své vojsko se Scipionovým a vojáci započnou se stavbou. Dny plynou, oba triumvirové už o sobě vědí a stále se nic neděje. Den co den Caesar bedlivě pozoruje své muže. Ať už je to při pracích kolem tábora, společných jídlech, sezeních apod. Sleduje náladu v táboře, netráví celé dny ve svém stanu, ale chodí mezi ně. Naslouchá a vyčkává na správný okamžik. V den nejpříhodnější, nechá Caesar svolat všechny muže. Připomíná jim jejich velikost, odvážnost a nezlomnost. Kolik bitev už dokázali dovést do vítězného konce. Co vše museli pro něj vytrpět, kolik krušných časů přečkali. A nyní stojí zde, silní na duchu a nezdolní. Caesar jim vzdává hold a táborem se line bojechtivý řev legií. Mezitím Pompeius na své válečné radě, společně s Titem Labienem holdují urážkami směrované k Caesarovi. Labienus převezme řeč a promlouvá k mužům o vojsku Caesarově. To že prý už nejsou ty legie, které s Caesarem dobývaly Galii. Mnoho jich padlo v boji, či na následky nemocí. Spousta z nich že nezvládlo nevyzpytatelné podzimní počasí. Nynější vojsko že je tvořeno z odvedenců z provincií západních a jeho jádro už bylo stejně pobito u Dyrrhachia. Všichni se smějí. Jsou si tak jisti o osudu této bitvy. Nemajíce strach jsou tak připraveni na rozhodující střetnutí u Farsálu. 

## Bitva
Caesar přišel s plánem, že každý den bude vojsko posouvat kolem Pompeia a čekat na příhodný okamžik k zahájení bitvy. Každodenní pochody, podle něho nezkušené a dostatečně nevycvičené Pompeiovi muže, zcela unaví. Jednoho dne takhle bořili jeho muži tábor a Pompeius se nechal vylákat na, pro Caesara, ne nepříhodné místo. Okamžitě jednal. Vojsko ihned sešikoval do šiku trojřadého. Jeho sestava byla následující; Na levém křídle nechal IX legii, ke které připojil legii VIII, jelikož ta devátá ztratila dost mužů u Dyrrhachia. Velení svěřil Marcu Antoniovi. Na pravé křídlo postavil X legii, velení předal Publiovi Sullovi, kterému Caesar při velení asistoval. Do středu šiku dal zbytek a velení nechal Gnaiovi Domitiovi, synovi Lucia Domitia, který stál na straně Pompeia. Mezery doplnil asi 75 kohortami. Na pravé křídlo postavil jízdu. Pompeius dal na levé křídlo 2 legie. Jmenovitě I a III, které sám velel. Sem přemístil také celé jezdectvo s několika tisíci jezdci, doplněné lehkooděnci, jelikož pravé křídlo chránil nepřístupný terén břehy a potok. Na pravé křídlo dosadil legie z Kilíkie a Hispánie a velení nechal Lentulovi. Střed tvořili legie ze Sýrie vedené Scipiem. Pompeius mínil použít jezdectvo k zahájení útoku na Caesarovo pravé křídlo, tím vyvolat paniku a zmatek a prolomit jeho týl. To byla jediná Pompeiova strategie, jelikož si byl tak jist svým vítězstvím. Caesar ale na pravém křídle z třetího šiku odebere pár kohort, vytvoří šik čtvrtý a podpoří ho dalšími muži. K tomuto šiku pak promluví, že na jejich úkolu závisí osud celé bitvy a ať nejen oni, ale celé pravé křídlo vyčká na jeho pokyn. Caesar naposledy podpoří své muže, jak je to před bitvou zvykem a nechá zatroubit polnicí. Hned na to dobrovolník jménem Crastinus (zkušený to voják, který byl Caesarovi znám jeho neuvěřitelnou statečností a oddaností, který v uplynulém roce velel manipulu triáriů v X legií) zvolal: „Za mnou, vojáci, kteří patřívali k mému oddílu! Nyní je čas, abyste činem prokázali službu, ke které jste se zavázali. Čeká nás ještě jen tato bitva; až ji vyhrajeme, bude mít Caesar znovu svou důstojnost a také nám se zas vrátí svoboda.” Přitom pohlédl na Caesara a pokračoval: „Dnes, imperátore, si budu počínat tak, že mně poděkuješ, ať zůstanu živ, nebo ať padnu.” Skončil a hned se vydal kupředu s asi 120 vybranými dobrovolníky téže setniny. Pompeius ostře napomenul své levé křídlo, že se tato akce musí zdařit. Kus pravého křídla po chvíli běhu, jak k nim promlouvala zkušenost z bitev minulých a když viděli že se Pompeiovi vojáci ani nepohli, zastaví a využijí čas k odpočinku. Po chvilce se zase rozběhli. V tom okamžiku zaútočili jezdci na třetí šik napravo. Jezdci měli značnou převahu a bylo jasné, že budou pobiti. Ale na Caesarův pokyn se ze strany vyřítil šik čtvrtý o kterém jezdci nevěděli. S hrůzou se jich většina dala na útěk, zbytek byl pobit. Když to zpozoroval Pompeius, v panice se otočil a tryskem se vrátil do tábora. Hlasitě zvolal, ať se všichni připraví k pohotovosti. Pak opět nasedl na koně a s jedinou zastávkou v Larise pak mířil k přístavu. Část jeho vojska prchlo, zbytek bojoval a ostatní se vzdali. Tak či tak Caesar dovedl své muže k vítězství i přesto, že byl v oslabení. Následně dorazí do tábora, obsadí jej a ponechá zde část svého vojska. Poté se vydá pronásledovat zbytek pompeiovců a i samotného Pompeia. Ten dorazí přes zastávku v Amfipolii a Kypru do Alexandrie, kde je po rozhodnutí královských vychovatelů (tehdejší král Ptolemaios byl nezletilý) zabit Achillem a tribunem Luciem Septimiem. Caesar znovu potvrdil svoji genialitu a schopnosti velitele.

## Důsledek
Po Caesarově vítězství se na jeho stranu přidaly všechny provincie v Řecku a Malé Asii. V rukou pompeiovců zůstala jenom Afrika. Ačkoli byl Pompeius zavražděn, trvala občanská válka ještě tři roky. Svůj vojenský um musel Caesar potvrdit ještě v bitvě u Thapsu a v bitvě u Mundy. Bitvou u Farsálu tak ve své podstatě končí éra římské republiky. 